# Sarāb-e Z̄ehāb
Sarāb-e Z̄ehāb (persiska: سراب ذهاب) är en ort i Iran.   Den ligger i provinsen Kermanshah, i den västra delen av landet, 500 km väster om huvudstaden Teheran. Sarāb-e Z̄ehāb ligger 542 meter över havet och antalet invånare är 312.
Terrängen runt Sarāb-e Z̄ehāb är varierad. Runt Sarāb-e Z̄ehāb är det ganska tätbefolkat, med 155 invånare per kvadratkilometer. Närmaste större samhälle är Sarpol-e Z̄ahāb, 18,2 km söder om Sarāb-e Z̄ehāb. Omgivningarna runt Sarāb-e Z̄ehāb är i huvudsak ett öppet busklandskap.